# Ludovico Wolfgang Hart
Ludovico Wolfgang Hart (* Januar 1836 in England; † 14. Januar 1919 in Waimea, Hawaii) war ein englischer Fotograf und Autor eines  Fachbuches sowie von Artikeln zur Fotografie. Sein Hauptwerk sind die Aufnahmen zur 1865 erschienenen Galerie universelle des Peuples.

## Leben

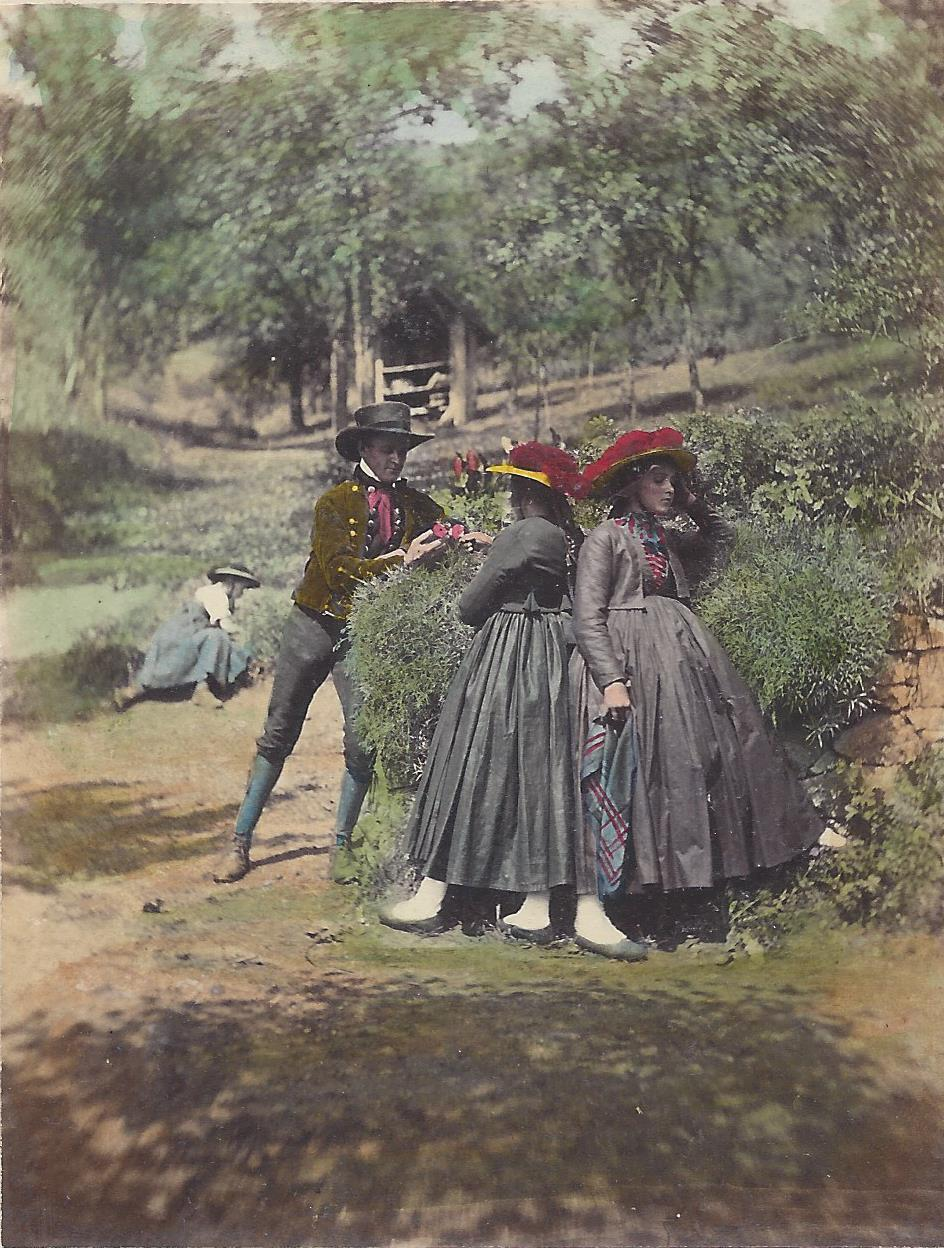
Ludovico Wolfgang Hart, Galerie universelle des peuples: Hornberg, Baden, 1864

Ludovico Wolfgang Hart wurde als Sohn des Musiklehrers und Organisten Charles Hart vermutlich im Januar 1836 geboren. Getauft wurde er erst vier Jahre später am 1. Mai 1840. Von 1853 bis 1858 trat er als Pionier in den Dienst der Royal Engineers of England, dem technischen Stab der britischen Armee, ein und erhielt in Southampton eine Ausbildung zum Kartografen. In der Ordnance of Southampton erhielt er von Charles Thurston Thompson Unterweisungen in der Fotografie.  Bereits 1857 veröffentlichte Ludovico Hart im aktiven Dienst ein Fachbuch zur Technik und zu Verfahren der Fotografie: Photography simplified. Aufgrund seiner Begeisterung für die freie Fotografie quittierte er 1858 den Dienst und siedelte nach Paris über, wo er Anstellungen bei André Adolphe-Eugène Disdéri und bei Numa Blanc fand. Nach einem Aufenthalt in London 1860 kehrte er nach Paris zurück. In den frühen 1860er Jahren entschloss sich Ludivico Hart Reisefotograf zu werden. Zusammen mit dem Straßburger Journalisten Charles Lallemand, dem Schriftsteller Émile Solié und dem Pariser Kaufmann und Verleger Armand Varroquier (1829–?) veröffentlichte er in der Galerie Universelle des Peuples ethnofotografische Serien. Ab Januar 1865 erschienen in rascher Folge die ersten Mappen mit Darstellungen von Trachten und Kostümen aus dem Elsass, dem Großherzogtum Baden, dem Schwarzwald, dem Königreich Württemberg  und Syrien, das er in Begleitung von Charles Lallemand im Sommer 1865 mit einem Abstecher nach Ägypten bereist hatte. Die Bildwerke sollten Künstlern und Grafikern als Vorlage dienen. Zu den Kunden gehörten Frédéric-Auguste Bartholdi und der Orientmaler Eugène Pavy, der das Motiv eines nubischen Kriegers übernahm. Aufgrund der sehr kleine Auflagen blieb der wirtschaftliche Erfolg wohl aus. 1877 nach unterschiedlichen Tätigkeiten und Stationen wanderte Hart nach Australien aus, wo er in der Fotografie Neuerungen einführte, das fotografische Gewerbe weiter entwickelte und organisierte. Nachdem er 1880 die Melbourne International Exhibition in Melbourne als offizieller Fotograf dokumentiert hatte, ließ er sich dort bis 1900 als Inhaber eines fotografischen Ateliers nieder. Ende der 1880er Jahre ging er aufgrund einer Wirtschaftskrise in Konkurs, setzte das Geschäft aber nach einer Neugründung fort. Seinen Lebensabend verbrachte Ludovico Hart auf Hawaii, wo er am 14. Januar 1919 in Waimea verstarb.

## Veröffentlichungen
- Photography simplified: a practical treatise on the collodion and albumen processes, Marshall and Co., Southampton (1857), Volltext von Band 2 in der Google-Buchsuche
- Galerie universelle des peuples : Alsace, publiée par Charles Lallemand [et Hart et Émile Solié],  Strasbourg (9, rue des Grandes-Arcades), 1865.
- Galerie universelle des peuples : Wurtemberg, Strasbourg : Bureau central de vente et d'abonnement, 1865.
- Galerie universelle des peuples : Grandduché de Bade, publiée par Charles Lallemand [et Hart et Émile Solié]; Strasbourg (9, rue des Grandes-Arcades), 1865.
- Galerie universelle des peuples : La Forêt noire, publiée par Charles Lallemand [et Hart et Émile Solié]; Strasbourg (9, rue des Grandes-Arcades), 1865.
- Galerie universelle des peuples. I, Syrie, publiée par Charles Lallemand [et Hart et Émile Solié]; Strasbourg (9, rue des Grandes-Arcades), 1865.